# GNU Wget
GNU Wget – program służący do pobierania plików z Internetu za pośrednictwem protokołów HTTP, HTTPS i FTP. Jego cechą wyróżniającą jest stosunek możliwości do niewielkich rozmiarów.
GNU Wget zaliczany jest do kategorii narzędziowych programów sieciowych. Należy do wolnego oprogramowania. Każdy może go używać, rozpowszechniać je lub zmieniać na warunkach określonych w Powszechnej Licencji Publicznej GNU (GNU General Public License), opublikowanej przez Free Software Foundation.
Program jest instalowany domyślnie w większości dystrybucji systemu GNU/Linux. Istnieje też wersja Wget dla Microsoft Windows.

## Możliwości
Program ma wiele funkcji ułatwiających pobieranie plików. Oto niektóre z nich:
- potrafi zagłębiać się rekurencyjnie w strukturę dokumentów HTML i drzew katalogowych FTP, tworząc lokalną kopię struktur katalogów podobną do istniejącej na zdalnym serwerze. Cechę tę można wykorzystać przy tworzeniu kopii lustrzanych (mirror) archiwów i stron głównych lub przy przeglądaniu sieci w poszukiwaniu danych, podobnie jak czynią to roboty WWW. Program Wget rozpoznaje polecenia zawarte w plikach robots.txt
- przy pobieraniu plików przez FTP dostępne jest posługiwanie się maskami nazw plików i tworzenie rekurencyjnych kopii lustrzanych. Wget umie odczytać znaczniki czasowe plików podawane przez serwery HTTP i FTP i lokalnie je zapisać. Potrafi zauważyć, że zdalny plik zmienił się od czasu ostatniego pobrania i automatycznie pobrać nową wersję. Dzięki temu Wget nadaje się do tworzenia kopii lustrzanych zarówno ośrodków FTP, jak i stron głównych.
- działa szczególnie dobrze z powolnymi bądź niestabilnymi połączeniami, ponawiając pobieranie dokumentu aż do pełnego ściągnięcia lub przekroczenia zadanej przez użytkownika liczby prób. Próbuje wznawiać pobieranie od miejsca przerwania, stosując komendę REST przy FTP i Range przy HTTP, na serwerach, które je obsługują.
- potrafi korzystać z serwerów proxy, co może odciążyć sieć, przyspieszyć pobieranie i umożliwić dostęp poza zapory sieciowe (firewalle). Jeśli jednak znajdujemy się za zaporą ogniową, która wymaga stosowania bramki typu SOCKS, można skompilować Wget z biblioteką SOCKS. Wget obsługuje też, jako opcję, bierne pobieranie FTP (passive downloading)
- wbudowane funkcje oferują mechanizm precyzyjnego wyboru odnośników
- pobieranie można wygodnie obserwować na ekranie dzięki wypisywanym kropkom, z których każda reprezentuje ustaloną ilość otrzymanych danych (domyślnie 1 kB). Oznakowanie to można dostosować do własnych upodobań
- większość funkcji jest w pełni konfigurowalna, albo za pośrednictwem opcji wiersza poleceń, albo poprzez plik inicjujący .wgetrc. Wget umożliwia definiowanie ogólnosystemowych, globalnych plików startowych (domyślnie /usr/local/etc/wgetrc) zawierających ustawienia dla całego serwera
- Wget może przedstawić się jako przeglądarka (opcja -U, np. wget -U "Mozilla/5.0 (X11; U; Linux i686; en-US; rv:1.0.1) Gecko/20021003")

## Wget2
Następna ważna aktualizacja Wget powinna nastąpić w wget2.
Wget2 ma znaczną liczbę ulepszeń w stosunku do Wget, przede wszystkim w zakresie wydajności:
- HTTP/2;
- Kompresja HTTP;
- połączenia równoległe;
- TCP Fast Open;

i wiele innych.
Głównym twórcą wget2 jest Tim Rühsen (Tim Rühsen), który jest również jednym z głównych programistów i obecnych opiekunów Wget.

## Nakładki graficzne
- GNOME Transfer Manager (GTM) – dostępna jest polska wersja
- TkWget
- Wget2 dla środowiska GNOME

Odpowiednik w środowisku graficznym (nie nakładka): Web Downloader for X (D4X).